# Oesel (meteoryt)
Oesel – (inne nazwy: Estland, Ezel, Kaanda, Kaande, Moustel Pank) meteoryt kamienny należący do chondrytów oliwinowo-hiperstenowych L6, spadły 11 maja 1855 roku w postaci deszczu meteorytowego w Estonii na wyspie Saaremmaa i do morza. Spadek meteorytu nastąpił o godzinie 15.30. Z miejsca spadku pozyskano ok. 6 kg materii meteorytowej.